# クィントゥス・ルタティウス・カトゥルス
クィントゥス・ルタティウス・カトゥルス（ラテン語: Quintus Lutatius Catulus、紀元前150年ごろ - 紀元前87年）は、紀元前2世紀後期・紀元前1世紀初期の共和政ローマの政治家・軍人・詩人・歴史家。紀元前102年に執政官（コンスル）を務めた。

## 出自
カトゥルスはプレブス（平民）であるルタティウス氏族の出身。コグノーメン（第三名、家族名）のカトゥルスは子犬を意味する。氏族最初の執政官は紀元前242年の執政官ガイウス・ルタティウス・カトゥルスであり、同名の息子も紀元前220年に執政官を務めた。しかしその後100年以上、氏族から高位官職者は出ていない。このため、歴史家F. ミュンツァーは、ノビレス（新貴族）としてのルタティウス氏族は、紀元前2世紀の終わりには没落していたと推察している。
にもかかわらず、カトゥルスは当時最も影響力があったパトリキ（貴族）であるセルウィリウス氏族 出身の妻と結婚していることから、ルタティウス氏族がローマ上流階級で一定の重みを持っていたことが分かる。妻の兄弟はカエキリウス・メテッルス家の支持者であったと考えられる。
カトゥルスの父のプラエノーメンも同じくクィントゥスであることは分かっているが、カトゥルスがまだ子供のころに死去したようである。未亡人となったカトゥルスの母は、プレブスのポピッリウス氏族の出身であったが、パトリキであるルキウス・ユリウス・カエサルと再婚した。ユリウス氏族は古い氏族ではあるが、紀元前267年のルキウス・ユリウス・リボ以降、執政官となったのは紀元前157年のセクストゥス・ユリウス・カエサルのみであった。この再婚で生まれたカトゥルスの半弟に、紀元前90年の執政官ルキウス・ユリウス・カエサルとガイウス・ユリウス・カエサル・ストラボ・ウォピスクスがいる。二人の弟とは年が離れていたが、生涯にわたって温かい関係を維持していた。

## 経歴

### 早期の経歴
カトゥルスの生誕年は紀元前150年ごろと推定される。従って、彼の青年期は、スキピオ・アエミリアヌス（紀元前129年没）とグラックス兄弟（兄ティベリウス・グラックス紀元前133年没、弟ガイウス・グラックス紀元前121年没）の時代であった。キケロによれば、カトゥルスは「スキピオ・サークル」の一員であったという。キケロの『弁論家について』の中でカトゥルスは、スキピオ・アエミリアヌス、ガイウス・ラエリウス・サピエンス、およびルキウス・フリウス・ピルスの3人が、ギリシア哲学者のローマ到着をどれだけ喜んだかを、何度も彼に言ったと述べている。カトゥルスは、軍歴の最初としてスキピオが指揮したヒスパニア・キテリオルでのヌマンティア戦争に参加した可能性がある。そこでは後に有名となる多くの若者が従軍していた。ガイウス・グラックス、クィントゥス・ファビウス・マクシムス（後のアッロブロギクス。紀元前121年執政官）、センプロニウス・アセッリオ（歴史家）、プブリウス・ルティリウス・ルフス（紀元前105年執政官）、ガイウス・メンミウス（おそらく紀元前111年の護民官）、ガイウス・カエキリウス・メテッルス（後のカプラリウス。紀元前113年執政官）、ヌミディア王子ユグルタ等である。
カトゥルスはガイウス・グラックスの二度の護民官の任期中（紀元前122年-121年）に、その演説を聞いていたのであろう。ルキウス・リキニウス・クラッススがカトゥルスに対して「あなたは私よりも彼のことをよく覚えている」と言っているからである。後にグラックスの使用人で科学者であったリキニウスが、カトゥルスのクリエンテスとなり、以前の主人のことを多く話した。
遅くとも紀元前121年までに、カトゥルスはクィントゥス・セルウィリウス・カエピオ（紀元前140年の執政官） の娘と結婚した。義理の兄弟になるクィントゥス・セルウィリウス・カエピオ（紀元前106年の執政官）は紀元前110年代に多くの執政官を出したメテッルス家の政治的同盟者であった。紀元前107年以前のカトゥルスの政治歴は不明である。しかし、紀元前107年末に行われた執政官選挙に立候補していることから、ウィッリウス法の規定から逆算して、遅くとも紀元前109年までにはプラエトル（法務官）を務めたはずである。紀元前109年の執政官が義理の兄弟の同盟者のクィントゥス・カエキリウス・メテッルス・ヌミディクスであることから、おそらく紀元前109年に法務官を務め、シキリア属州のような食料輸出地域の総督として派遣されたと考えられる。

### 執政官選挙
紀元前107年末、カトゥルスは義兄弟のカエピオと共に執政官に立候補した。この選挙でカエピオは当選したが、カトゥルスは落選してしまった。もう一人の当選者はガイウス・アティリウス・セッラヌスであった。翌年もパトリキであるプブリウス・ルティリウス・ルフスと共に立候補し、ルフスは当選したもののカトゥルスはまたも敗れた。当選したグナエウス・マッリウス・マクシムスはノウス・ホモ（新人）であるだけでなく、あらゆる点でカトゥルスに劣っていた。選挙が行われたときにカエピオはガリアで戦っており、セッラヌスが選挙を監督したことが大きかったかもしれない。マッリウスは後にカエピオと共にアラウシオの戦いでキンブリ族に大敗する。このときカエピオはプロコンスル（前執政官）で、本来はマッリウスの指揮に従う必要があったが、これを拒否した。これはマッリウスがカトゥルスに選挙で勝利したことに不満を持っていたためとの説もある。何れにせよ、両人が率いていたローマ軍は壊滅した。
紀元前105年末、カトゥルスは三度目の出馬を行った。しかし、またもノウス・ホモであるガイウス・フラウィウス・フィンブリアに敗北した。今回の落選は、明らかに義兄弟カエピオのアラウシオでの敗北が大きかった。三度連続して執政官選挙に落選したことは、政治歴の終わりを意味する。このため翌年の執政官選挙への立候補は見送った。さらにカエピオは敗戦の責任を問われて追放刑となり、カトゥルスはもはや支援を受けることができなくなった。
紀元前104年、ガイウス・マリウスが二度目の執政官に就任した。マリウスは優秀な軍人であったが、ゲルマン人の脅威に対処するため、この後ウィッリウス法の規定を無視して、5年連続で執政官に就任する。マリウスはほぼディクタトル（独裁官）と言っても良い権限を持ち、実際に同僚執政官を選ぶ権利さえ与えられた。紀元前103年にはルキウス・アウレリウス・オレステスが選ばれ、そして紀元前102年にはカトゥルスが選ばれたのである。
歴史学者は、何故このようなことが起こったのかに対して、様々な意見を出している。ある見方によれば、カトゥルスの選出は反マリウス派の勝利であり、「永久執政官」の影響力を多少なりとも打ち消そうとしたとする。プルタルコスは、カトゥルスを「貴族の間で尊敬され、同時に民衆に好まれる人物」と呼んでいるが、マリウスはカトゥルスと折り合いをつけなければならなかった。別の意見では、カトゥルスは元老院から積極的な支持は得ていなかったとする。紀元前103年末の選挙で勝利できたのは、むしろマリウスの支援のおかげであった。マリウスの妻はユリウス氏族の出身であり、カトゥルスの母の再婚相手もユリウス氏族であったためだ。マリウスは、忠実で独立しすぎない同僚を得ることを望んでいたのかもしれない。加えて、カトゥルスがマリウスに近づいたことは、メテッルス家とその派閥に打撃を与えることになったかもしれない。マリウスはメテッルス派が拒否したカトゥルスに、より高い地位を与えた。この説は、マリウスがその後の数年間に繰り返し示した協力への意欲によって裏付けられている。最後に、カトゥルスの執政官就任は、妻の実家であるドミティウス氏族の支援があったとの説もある。ただし、この結婚自体が疑わしいこと、過去3回の選挙でドミティウス氏族がカトゥルスを支援しなかった理由が明らかでないことから、これに反対する意見もある。

### 執政官
紀元前102年、ローマに深刻な脅威が迫っていた。3年前にアラウシオで勝利を収めたゲルマン人は、ガリアとヒスパニアを長い間さまよった後、ついにイタリアへの移住を決意した。テウトネス族（テュートン）は地中海沿岸を進んでいたが、ローヌ川に達したときにマリウスが待ち構えていた。一方キンブリ族はヒスパニアに侵入したものの、ケルティベリア人によって撃退され、テウトネス族と合流しようとした。カトゥルスはガリア・キサルピナに派遣され、この進路を塞いでいた。決戦前夜、ルキウス・コルネリウス・スッラがカトゥルスの配下に加わった。スッラはヌミディア王ユグルタを捕らえたことで有名となっていた。プルタルコスはマリウスとの関係悪化の後、スッラがカトゥルスと親しくなったと書いているが、マリウス自身がスッラをカトゥルスに派遣して両軍の連絡を確保したという説もある。その後スッラはカトゥルスの最も親しい友人となった。
マリウスはアクアエ・セクスティアエの戦いでテウトネス族に完勝した。一方で、それまでの軍歴が不明で、「有能な指揮官とは言えない」カトゥルスの状況は悪かった。キンブリ族がブレンナー峠を越えたことを知ると、カトゥルスはアルプスの他の峠を占領するために、軍を移動させた。しかし、先遣の騎兵は最初の戦闘で敗北した。この戦いでレガトゥス（副司令官）として従軍していたマルクス・アエミリウス・スカウルス（元老院筆頭マルクス・アエミリウス・スカウルスの子）が怖気付き、後に自決したことが知られている。カトゥルスは退却してアテシア川の要塞に籠城しようとしたが、キンブリ族が彼の軍を包囲しようとしたため、「勇気は見せたものの」、さらに退却を続けた。
プルタルコスによると、カトゥルスは自分の軍旗を掲げるように命じ、退却する軍の最前列に駆けつけた。彼が先頭に立って退却したのは、この恥辱が彼自身のものであってローマのものではないこと、また兵士が逃走しているように見せないためであった。隷下のレギオー（軍団）の一つは、カトゥルスの優柔不断のために要塞に残っていた。ケントゥリオ（百人隊長）のグナエウス・ペトレウスは、怖気づくものを殺し、自身が指揮をとって包囲網を突破し、レギオーを脱出させた。このためカトゥルスとマリウスから名誉の花輪（corona obsidionalis）を授与されている。
おそらく、カトゥルスが恥を承知の上で退却を決断したのは、敗北の印象を和らげるためであった。カトゥルスの敗北のため、マリウスだけが執政官に再選された。それにもかかわらず、カトゥルスはプロコンスル（前執政官）としてインペリウム（軍事指揮権）が延長された。おそらく、ここでもマリウスの支援が重要な意味を持っていた。「カトゥルスの敗北により、マリウス自身の成功はより輝きを増した」のである。

### ウェルケラエの戦い

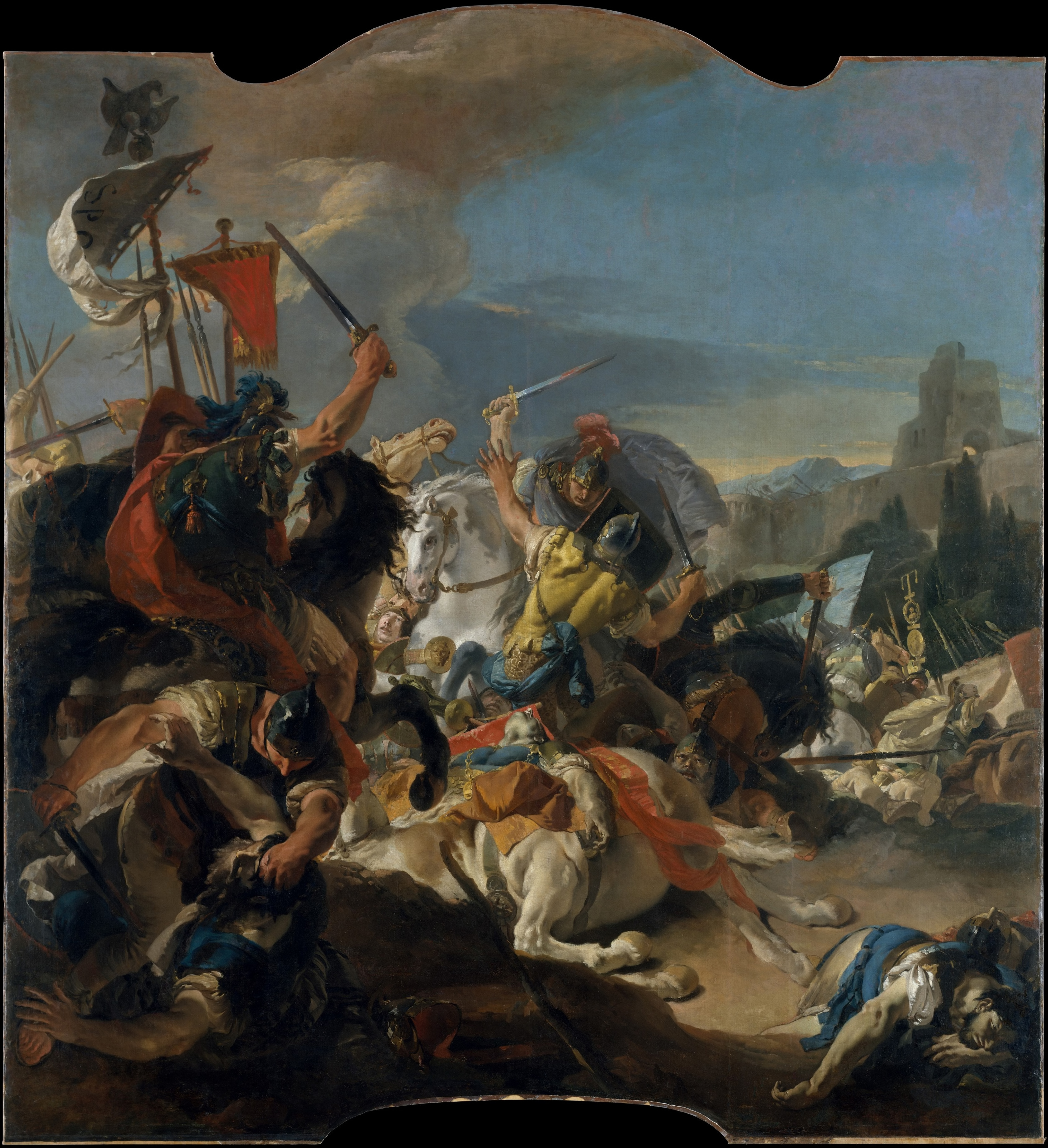
「ウェルケラエの戦い」ジョヴァンニ・バッティスタ・ティエポロ画

次の戦いのために、執政官マリウスと前執政官カトゥルスは、軍を統合してポー川を渡り、そこにいたキンブリ族を追い払おうとした。しかしキンブリ族は戦闘を拒否し、テウトネス族を待っているだけと主張した。彼らは自分たちが居住可能な土地をマリウスに要求した。マリウスがこれを拒否するとキンブリ族はローマ軍に向かってきた。これを野戦陣地で防いだ後、ウェルケラエ付近の比較的狭小な土地にキンブリ族を追い込んだ。このためキンブリ族は補給が困難になった。紀元前101年7月30日、ウェルケラエで決戦が行われた。
古代の記録では、ゲルマン人の軍勢は「巨大で恐るべき兵数」であり、「無限に広がる海のように見え」、歩兵の陣形は幅30スタディオン（5.8 km）もあり、15,000の騎兵を有していた。シケリアのディオドロスは総兵力40万としている。現代の歴史学者は、キンブリ族の兵力は45,000-48,000、あるいはさらに少なく25,000-30,000 と推定している。一方でローマ軍の兵力は52,300で、うち20,300をカトゥルスが率いていた。
マリウスはカトゥルスの軍を中央に配置し、自分の部隊を前方両側面に置いた。後にカトゥルスとスッラは、この配置はマリウスが勝利の栄光を全て自分のものにするためだったと主張している。しかし、これは明らかに間違いである。おそらく、カトゥルスの兵はマリウスの兵に比較して訓練が十分でなく、このため受動的な役割を求められた。プルタルコスによると、マリウスの兵は命令に反し、最初の攻撃をかけた後に後退したキンブリ族の騎兵を追撃した。しかし、厚い土煙のために「平原をさまよう」状態になってしまい、同時にキンブリ族の歩兵が攻撃を開始した。キンブリ族の歩兵は「偶然に」カトゥルスの分遣隊と遭遇し、ここが主戦場となった。
スッラとカトゥルスの記憶に基づくこの説明の信憑性は、歴史家によって論争されている。実際には想定外の出来事は、ローマ側にはるかに少なかった。マリウスの兵はキンブリ族の騎兵を撃退し、両翼の兵はキンブリ族野営地付近で合流した。これでキンブリ族は退路を絶たれたことになる。カトゥルスはキンブリ族主力の攻撃に耐えていたが、ここにマリウスの軍が後方から攻撃を開始した。この時点から戦闘は虐殺へと変わる。古代の資料は12万、あるいは14万 が戦死し、6万人が捕虜になったとする。ウェッレイウス・パテルクルスは戦死・捕虜10万と書いている。
戦いの直後、勝利に最も貢献したのは誰かをめぐって、兵士たちの間で論争が始まった。パルマから派遣された使節が仲裁人となった。カトゥルス隷下の兵士達は戦場に戻り、キンブリ兵の体に突き刺さった槍を見せた。ほとんどの槍の先端にカトゥルスの名が刻まれていた。その仲裁の結果については何も知られていないが、おそらくこのような論争はその時代にはよくあったことであり、カトゥルス自身はこれには関与していない。
勝利の後、マリウスとカトゥルスは共同で凱旋式を実施した。プルタルコスによると、ローマ市民はマリウス単独での凱旋式を求めたが、マリウスはカトゥルスの兵達が不満に思うことを恐れ、これを拒否して共同凱旋式を祝ったとする。実際には、マリウスはカトゥルスを同盟者として留めておきたかったし、上流階級に新たな反感を与えることも望まなかったのであろう。カトゥルス自身は戦利品の利益を使ってパラティヌスの丘に大邸宅を建て、ガイウス・グラックスの支持者であったマルクス・フルウィウス・フラックス の邸宅の跡地にポルチコ（柱列として拡がるポーチ）を建設した。何れの建物も、戦利品で装飾されていた。加えて、フォルトゥナ神殿を、ペイディアスが作製した2体の像で装飾した。

### その後
公職を離れると、カトゥルスはマリウスに対して敵対的になり、2世紀の歴史家アッピアノスから恩知らずと非難されている。その理由としては、より大きな成功を得たマリウスに対する嫉妬、単なる追従者と見られたくない、また勝者側に立ちたい、等と推定されている。実際、紀元前101年の時点では、マリウスの地位は以前と比較すると安全とは言えなくなっていた。
歴史学者の中には、紀元前101年の末までに、カトゥルスがキンブリ・テウトニ戦争の回顧録を執筆し、自身の貢献度を誇張し、一方でマリウスの功績を過小評価したと考えるものもいる。これが次の執政官選挙で、結局は当選したものの、マリウスの立場を著しく難しくしたと考えられる。一方で、ウェルケラエの戦い（7月30日）から年末の選挙までの期間はせいぜい3-4か月であることから、まともな回想録を書き、さらにそれを広めるには短すぎるとの反論もある。
紀元前100年12月には、カトゥルスはポプラレス（民衆派）の護民官ルキウス・アップレイウス・サトゥルニヌスの改革に反対した元老院議員の一人であった。サトゥルニヌスが対立候補を殺害したことをきっかけに、元老院は「セナトゥス・コンスルトゥム・ウルティムム（元老院最終布告）」を出す。決戦前夜にサンクスの神殿と国の武器庫からローマの民衆に武器が与えられた。キケロは、その場に現れた元執政官の一人としてカトゥルスを挙げている。サトゥルニヌスが古くからの「マリウス派」であったことを考えると、カトゥルスがサトゥルニヌスの戦いにもっと早くから加わっていた可能性もある。結局サトゥルニヌスの反乱は、かつての庇護者であったマリウスによって鎮圧される。
一般に「暗黒時代」とも言われる紀元前90年代 には、カトゥルスは資料に登場しない。おそらく、執政官時代とキンブリ・テウトニ戦争に関する執筆をしていたのであろう。紀元前91年に同盟市戦争が始まるが、カトゥルスは紀元前90年に義弟の執政官ルキウス・ユリウス・カエサル の下でレガトゥス（副司令官）となった。アッピアノスもこの際の副司令官を列挙しているが、カエサルの兄弟プブリウス・レントゥルス と記されている人物が、カトゥルス（クィントゥス・ルタティウス）の誤記と思われる。ルキウス・ユリウスの他の副司令官にはスッラとティトゥス・ディディウスがいたが、何れも反マリウス派であった。
紀元前88年、スッラは執政官として第一次ミトリダテス戦争に出征する。この間にマリウス派がローマでクーデターを起こすが、スッラは引き返しローマを占領した。この際に、マリウスや他の何人かの政治家に対してプロスクリプティオ（国家の敵）を宣言するが、カトゥルスは「これを決定的に支持した」。これがカトゥルスの運命を決めることになる。

### 最期
マリウスは一旦アフリカに逃れ、スッラは再びバルカン半島に出征した。紀元前87年、ローマに残った執政官ルキウス・コルネリウス・キンナは、スッラに反旗を翻すが、同僚執政官グナエウス・オクタウィウスに敗れローマを離れる。しかしキンナとマリウスは同盟を結び、ローマへと向かった。元老院はカトゥルスを含む特使を、サムニウムの反乱鎮圧に派遣されていたプロプラエトル（前法務官）クィントゥス・カエキリウス・メテッルス・ピウスの元に派遣する。しかしピウスの兵はキンナと戦うことを拒否した。結果、マリウスはローマを占領し、彼に国家の敵宣言をしたオプティマテス（閥族派）の元老院議員に対する復讐を開始した。カトゥルスはもちろん、その対象となった。
カトゥルスの義兄弟であるルキウス・ユリウス・カエサルとガイウス・ユリウス・カエサル・ストラボ・ウォピスクスは、裁判にもかけられずに殺害された。執政官オクタウィウスも真っ先に殺害された。しかし、カトゥルスに対する扱いは異なっており、法廷に召喚された 。マリウスの復讐のもう一人の犠牲者となったのは、キンナに代わって補充執政官となっていたルキウス・コルネリウス・メルラであった。この二人に対するマリウスとキンナの個人的な敵意はあまりにも明白であったため、マリウス派（ポプラレス、民衆派）の主要人物（主にクィントゥス・セルトリウス）が裁判を要求したことが示唆される。別の見方では、カトゥルスとメルラに対しては、裁判にかける正式な理由があったとされる。
二人を告訴したのは護民官マルクス・マリウス・グラティディアヌスであったが、その詳細な記録はない。従って、歴史学者の意見は一致していない。一部はこの告訴を強引なこじつけと考えており、別の意見では、マリウス等に対する国家の敵宣言の違法性と、それが護民官プブリウス・スルピキウスの殺害につながったことに対する告訴であり、カトゥルスは死刑になる可能性があったとする。
カトゥルスの友人たちが助命嘆願を行ったが、マリウスは一度ならず「カトゥルスは死ぬがよい」と繰り返した。シケリアのディオドロスは、カトゥルス自身も慈悲を求めたとするが、結果は同じであった。判決前にカトゥルスは自決した。自分の家に鍵をかけ、部屋には新しく漆喰を塗って空気の出入りを防ぎ、炭に火をつけて窒息死した。フロルスは火の中に身を投げ入れたと記している。

## 家族
カトゥルスは紀元前140年の執政官クィントゥス・セルウィリウス・カエピオの娘セルウィリアと結婚した。二人の間には、息子クィントゥス・ルタティウス・カトゥルス・カピトリヌス（紀元前78年執政官）と、クィントゥス・ホルテンシウス・ホルタルス（紀元前69年執政官）の妻となった娘ルタティアが生まれた。1世紀の歴史家クィントゥス・アスコニウス・ペディアヌスが、紀元前96年の執政官グナエウス・ドミティウス・アヘノバルブスを、カトゥルスの甥としていることから、カトゥルスは紀元前122年の執政官グナエウス・ドミティウス・アヘノバルブスの娘ドミティアと結婚したとの説もあるが、一方でこれを疑問視する向きもある。

## 知的活動
カトゥルスは非常に教養があり、読書家であった。しかしキケロによれば、「彼の中には文学の微妙な理解を見出すようなものは何もなかった」。

### 弁論家として
キケロは、その時代の他の弁論家とともにカトゥルスについて言及し、「昔のやり方ではなく今のほぼ完璧なやり方で知的訓練を受けていた。彼は多くの本を読んでおり、態度や暮らし振りだけでなく話し方にも最高の品の良さがあり、完全に純粋なラテン語を話せた。しかし一流の弁論家とは見なされてはいなかった。もしも当時の一流の弁論家たちの演説を聞いたら、カトゥルスはそれには劣ると思えるだろう。しかし、比較せずに彼の話だけを聞くなら、気に入るだけでなく、彼ほどの弁論家は探してもいないと思うだろう」としている。キケロはまた『弁論家について』で、カトゥルスの母ポピリアの葬儀の演説に言及しているが、この演説を聞いているすべての人が非常に喜んだと述べている。

### 回想録作家として
カトゥルスは執政官時代の回顧録『執政官とその功績（De consulatu et de rebus gestis suis）』を書いているが、これはクセノポンのような柔軟な文体で書いたもので、友人で詩人のアウルス・フリウスに捧げられた。カトゥルスはマルクス・アエミリウス・スカウルスやプブリウス・ルティリウス・ルフスと並ぶ、初期の回想録作家の一人であり、クセノポンの著述方法を参考にしている。
カトゥルスの回想録は現存しないが、プルタルコスが引用しているために、その内容を知ることができる。対比列伝のマリウス伝には、マリウスがカトゥルスの軍を（防御戦闘が中心となる）中央に、自分の軍を（より攻撃的になる）側面に置いて、キンブリ族に対する勝利の栄光を独り占めしようとしたと、カトゥルスがマリウスを非難したと書かれている。また、ゲルマン人との決戦では、キンブリ族は暑さに耐えられず、大量の汗をかき、呼吸が苦しく、顔の前で盾を持つことを余儀なくされたが、ローマ兵は平気であった主張している。これはおそらくカトゥルスの軍の構成と、カトゥルスの野営地に敵の「鎧、軍章、等が持ち込まれ」、キンブリ族を倒したのは自分たちであるとの主張に基づいていると思われる。スッラがウェルケラエの戦いの勝利に大きく貢献したのは明らかだが（ある研究者は、カトゥルスが自分の家に飾った戦利品には、「スッラからの贈り物」と言うべきものと書いている）、カトゥルスはそれには触れていない。このような記載内容から、この回想録は非常に偏ったものであったと結論づけられている。その目的は、キンブリ・テウトニ戦争の主な功労者を自分自身とし、マリウスの策略を非難することであった。現代の歴史学者は、この回想録を「妬みと悪意が濃く混じった将軍の自画自賛の例」と呼んでいる。
おそらく、カトゥルスの回想録は、スッラが回想録を作成する際に参考にされたであろう。すでに紀元前46年の時点で、カトゥルスの回想録はスカウルスのそれと同じ運命を辿っていた：すなわち誰も読まなくなっていたのだ。プルタルコスは「カトゥルス自身が話したと言われている」、あるいは「カトゥルス自身が書いたと言われている」 と、伝聞系で書いていることから、彼自身が回顧録を直接読んでいたわけではないのだろう。
また、カトゥルスは『共有する歴史（Communes historiae）』という作品を書いたとされるが、現存する3つの断片から判断して、神話に関するものであったようだ。

### 詩人
カトゥルスは詩人でもあった。アウルス・ゲッリウスは、詩人ウァレリウス・アエディティウスやポルキウス・リキニウスと並び、「よりエレガントで洗練され、魅力的で、比較できるようなものはギリシア語、ラテン語のどちらにも見つけることができない」と述べている。カトゥルスの作品は、ローマのエピグラム詩のテーマが公共のものから私生活へと移行したことを示している。現在まで残っているのは2篇だけである。『アッティカ夜話』にはその一つが含まれており、カリマコス風の穏やかな皮肉が含まれている。

私の魂は私の元を去り、逃げ出してしまったようだ

テオティムスに庇護されているのだろう

もし彼に拒否するように懇願したらどうなるのだろうか

それでも留めておくのか、追い出すのか

私は彼の所へ行くが、捕まらずに戻れるだろうか

どうすれば良い

ウェヌスよ、お教えを

アウルス・ゲッリウス『アッティカ夜話』、XXIX, 9, 14.

キケロによると、カトゥルスは、斜視に悩まされていたロスキウス（有名な俳優クイントゥス・ロスキウス・ガッルスのことを言っているのかもしれない）と恋に落ちていたことがあるという。第二のエピグラムはロスキウスに捧げられている。

偶然にも私は夜明けに敬意を払って立っていた

そのときロスキウスが私の左に現れた

天の力よ、あなたの許可を得て、私は言うことができるだろうか

死者は神々よりも公正に見えた、と

キケロ『神々の本性について』、I, 79.

### カトゥルス・サークル
詩作に関して、「カトゥルス・サークル」が存在したとの考えがある。この説の支持者は、カトゥルスはローマとギリシアの詩人を後援し、しばしば彼の家に呼び、一種の文化的共同体を形成したとする。これらの詩人には、シドンのアンティパトロス、アウルス・リキニウス・アルキアス、ウァレリウス・アエディティウス、ポルキウス・リキニウス等が含まれる。一方、歴史学者ミュンツァーは、これを初歩的な誤りに基づく幻想と考えた。古代の歴史家の誰かが、キケロが言及したカトゥルスのクリエンテスと、アウルス・ゲッリウスが言及した詩人ポルキウス・リキニウスを同一人物と決めつけたためだ。とは言え、カトゥルス・サークルのことは最近の研究書 でも言及されている。

## 評価
古代の作家たちは、ほぼ満場一致でカトゥルスの人格に最高の評価を与えている。これは自決した殉教者というイメージによって飾られたためであろう。カトゥルスの回想録ではその役割が過小評価されているスッラでさえも、自身の回想録の中でカトゥルスに肯定的な評価を与えている。キケロはカトゥルスを「最も優れた資質を持った人」 と呼び、彼の演説の一つで「最も偉大な知恵」、「稀有な勇気」、「並外れた優しさ」と讃えている。キケロはまたカトゥルスを「第二のガイウス・ラエリウス・サピエンス」と呼び、彼のお気に入りの人物に例えている。『弁論家について』では、カトゥルスを主要な登場人物の一人とした。キケロによれば、マリウスはこのような立派な人物を自殺に追い込んだために、自身の功績をすべて消し去ってしまった。カトゥルスは紀元前2世紀後半の「スキピオ・サークル」から紀元前1世紀の知識人に、ヘレニズム文化の伝統を伝える上で重要な役割を果たした。
プルタルコスはカトゥルスを「素晴らしい人物」であり、あまり有能ではないが、自分の栄光よりもローマのことを大切にする「高貴で非の打ちどころのない」司令官として描いている。ディオドロスは彼を「疑いの余地のないキンブリ族の征服者」と呼び、「何かの疑惑」だけで、無実でありながらマリウスの犠牲者となったとする。エウトロピウスは、マリウスと比較して、キンブリ・テウトニ戦争でのカトゥルスの幸運について記している。
アッピアノスはカトゥルスが彼のパトロヌスであるマリウスを裏切った恩知らずとしているが、古代の評価では例外的である。
現代の研究者は、ウェルケラエの戦いでの勝利には、マリウスが果たした役割が大きいと考えている。一方でカトゥルスは、マリウスに対する恩を忘れた平凡な者とされている。

## 参考資料

### 古代の資料
- アッピアノス『ローマ史』
- アウルス・ゲッリウス『アッティカ夜話』
- アウレリウス・ウィクトル『共和政ローマ偉人伝』
- アスコニウス・ペディアヌス『コルネリウス弁護』
- ウァレリウス・マクシムス『有名言行録』
- ウェッレイウス・パテルクルス『ローマ世界の歴史』
- エウトロピウス『首都創建以来の略史』
- オロシウス『異教徒に反論する歴史』
- ガイウス・プリニウス・セクンドゥス『博物誌』
- カピトリヌスのファスティ
- シケリアのディオドロス『歴史叢書』
- セクストゥス・ユリウス・フロンティヌス『戦術論』
- ティトゥス・リウィウス『ローマ建国史』
- マルクス・トゥッリウス・キケロ『ガイウス・ラビリウス弁護』
- マルクス・トゥッリウス・キケロ『トゥスクルム荘対談集』
- マルクス・トゥッリウス・キケロ『フォンテイウス弁護』
- マルクス・トゥッリウス・キケロ『ブルトゥス』
- マルクス・トゥッリウス・キケロ『ムレナ弁護』
- マルクス・トゥッリウス・キケロ『家庭について』
- マルクス・トゥッリウス・キケロ『義務について』、
- マルクス・トゥッリウス・キケロ『弁論家について』
- マルクス・トゥッリウス・キケロ『神々の本質について』
- プルタルコス『王と将軍たちの名言集』
- プルタルコス『対比列伝』
- フロルス『700年全戦役略記』

### 研究書
- Albrecht M. History of Roman Literature. - M .: Greco-Latin office, 2002 .-- T. 1. - 704 p. - ISBN 5-87245-092-3 .
- Bobrovnikova T. Everyday life of the Roman patrician in the era of the destruction of Carthage. - M .: Molodaya gvardiya, 2001 .-- 493 p. - ISBN 5-235-02399-4 .
- Bedian E. Zepion and Norban (Notes on the Decade of 100-90 BC) // Studia Historica. - 2010. - number X . - S. 162-207 .
- Durov V. History of Roman Literature. - SPb. : Publishing house of St. Petersburg State University, 2000 .-- 624 p. - ISBN 5-8465-00137 .
- Egorov A. Rome on the verge of eras. Problems of the birth and formation of the principate. - L .: Publishing house of the Leningrad University, 1985 .-- 224 p.
- History of Roman Literature. - M .: Publishing House of the Academy of Sciences of the USSR, 1959 .-- T. 1. - 534 p.
- Kovalev S. History of Rome. - M .: Polygon, 2002 .-- 864 p. - ISBN 5-89173-171-1 .
- Korolenkov A. Caedes mariana and tabulae sullanae: Terror in Rome in 88-81. BC e. // Bulletin of ancient history. - 2012. - No. 1 . - S. 195-211 .
- Korolenkov A. Mari and Catulus: the history of the relationship between homo novus and vir nobilissimus // Antique World and *Archeology. - 2009. - No. 13 . - S. 214-224 .
- Korolenkov A., Smykov E. Sulla. - M .: Molodaya gvardiya, 2007 .-- 430 p. - ISBN 978-5-235-02967-5 .
- Mommsen T. History of Rome. - Rostov-on-Don: Phoenix, 1997 .-- T. 2. - 640 p. - ISBN 5-222-00047-8 .
- Trukhina N. Politics and Politics of the "Golden Age" of the Roman Republic. - M .: Publishing house of Moscow State University, 1986 .-- 184 p.
- Baker G. Sulla the Fortunate: The Great Dictator. - N. Y. , 1967 .-- 320 p.
- Bennett H. Cinna and His Times. A Critical and Interpretative Study of Roman History during the Period 87-84 BC. - Chicago: George *Banta Publishing Company, 1923 .-- 72 p.
- Broughton T. Magistrates of the Roman Republic. - New York, 1951. - Vol. I. - P. 600.
- Carney T. Marius' Choice of Battle-Field in the Campaign of 101 // Athenaeum. - 1958 .-- T. 36 . - S. 229-237 .
- Clerc M. La bataille d'Aix. - Paris, 1906 .-- 284 p.
- Fröhlich F. Cornelius (392) // RE. - 1901. - Bd. IV, 1. - Kol. 1522-1566.
- Katz B. Caesar Strabo's Struggle for the Consulship and More // RhM .. - 1977. - T. 120 . - S. 45-63 .
- Keaveney A. Sulla: The last Republican. - London, Canberra, 1982 .-- 243 p.
- Lewis R. Catulus and the Cimbri. 102 BC // Hermes. - 1974 .-- T. 102 . - S. 90-109 .
- Luce T. Marius and Mithridatic Command // Historia. - 1970 .-- T. 19 . - S. 161-194 .
- Münzer F. Lutatius 7 // RE. - 1942. - Bd. XIII, 2. - Kol. 2072-2082.
- Münzer F. Römische Adelsparteien und Adelsfamilien. - Stuttgart, 1920. - P. 437.
- Rijkhoek K. Studien zu Sertorius, 123–83 v. Chr .. - Bonn: Dr. Rudolf Habelt, 1992 .-- 214 p.
- Sadee E. Die strategischen Zusammenhaenge des Kimbernkriegs 101 v. Chr. vom Einbruch in Venetien bis zur Schlacht bei Vercellae // Klio. - 1940 .-- T. 33 .
- Van Ooteghem J. Gaius Marius. - Bruxelles: Palais des Academies, 1964 .-- 336 p.
- Weynand R. Marius 17 // RE. - 1935 .-- T. VI. - S. 1363-1425.